# Bräkne härad
Bräkne härad var ett härad i Blekinge och Blekinge län som numera utgör delar av Karlshamns kommun och Ronneby kommun. Häradets areal var 678,83 kvadratkilometer varav 643,86 land.  Tingsplats var till 1950 Bräkne-Hoby, därefter Karlshamn.

## Vapnet
Blasonering:"I fält av guld en från mark uppväxande bräken, allt grönt".
Vapnet är inte officiellt fastställt.

## Namnet
Häradsnamnet skrevs under början av 1500-talet j Brenne hæradh. Det är givet efter Bräkneån, vars namn anses vara bildat efter växtnamnet bräken.

## Socknar
I Karlshamns kommun
- Asarum
- Hällaryd
- Ringamåla
- Åryd

I Ronneby kommun
- Bräkne-Hoby
- Öljehult

## Geografi
Häradet sträckte sig från Östersjön i söder mot gränsen till Småland i norr. Det var beläget i mellersta Blekinge mellan Karlshamn och Ronneby. Trakten sluttar med skogklädda bergstrakter i norr genom ett odlingsbälte mot kusten med sin skärgård.

## Län, fögderier, tingslag, domsagor och tingsrätter
Häradet hörde till Blekinge län. Församlingarna tillhör(de) Lunds stift.
Häradet och dess socknar tillhörde följande fögderier:
- 1720-1885 Bräkne och Listers fögderi
- 1886-1917 Västra fögderi
- 1918-1990 Karlshamns fögderi (Åryds, Hallaryds och Ringamåla socken till Ronneby fögderi från 1918 till 1946, Öljehults och Bräkne-Hoby socken till Ronneby fögderi från 1918 till 1991)

Häradet och dess socknar tillhörde följande domsagor/tingsrätter (häradets tingsplats var Bräkne-Hoby):
- 1683-1949 Bräkne tingslag i
  - 1683-1694 Bräkne och Listers härads domsaga
  - 1695-1770 Bräkne, Listers, Medelstads och Östra härads domsaga
  - 1771-1848 Bräkne och Listers härads domsaga
  - 1849-1933 Bräkne domsaga
  - 1934-1949 Bräkne och Listers domsaga
- 1950-1970 Bräkne och Karlshamns domsagas tingslag i Bräkne och Karlshamns domsaga Öljehults socken till 1952, Bräkne-Hoby socken till 1967 (dessa två tillhörde sedan Östra och Medelstads domsagas tingslag till 1971)

- 1971-1974 Bräkne och Karlshamns tingsrätt för socknarna i Karlshamns kommun
- 1971-1974 Östra och Medelsta tingsrätt för Öljehults socken och Bräkne-Hoby socken
- 1975 - 2001 Ronneby tingsrätt och dess domsaga för de socknar som tillhörde Ronneby kommun
- 1975-2001, 1 juli Karlshamns tingsrätt och dess domsaga för socknarna i Karlshamns kommun
- 2001- Blekinge tingsrätt

## Häradshövdingar
Se respektive domsaga